# Svetlić
Svetlić (cyr. Светлић) – wieś w Serbii, w okręgu szumadijskim, w gminie Topola. W 2011 roku liczyła 334 mieszkańców.